# Magnoliopsida
Cet article court présente un sujet plus développé dans : Angiospermes et Dicotylédones.
Classe
Classification ITIS
Classe
Les Magnoliopsida sont une classe de plantes à fleurs. Le groupe d'êtres vivants auquel se rapporte ce nom scientifique varie selon les classifications successives : il peut correspondre aux Angiospermes (plantes à fleurs) ou aux Dicotylédones.

## Historique et définitions
Le nom Magnoliopsida est attribué au botaniste français Adolphe Brongniart, qui créa la classe originale des Magnolineae (« Magnolinées ») en 1843. Il est formé à partir du nom du genre type Magnolia (nommé en l'honneur du botaniste français Pierre Magnol), suivi de la terminaison -opsida commune aux classes en nomenclature botanique.
Les classification classique de Cronquist (1981) et de Takhtajan (2009) définissent les Dicotylédones comme la classe des Magnoliopsida, dans la division des Magnoliophyta (les plantes à fleurs), contenant une deuxième classe : les Liliopsida, correspondant aux Monocotylédones. La classification du Catalogue of Life (16 août 2023) (suivie par GBIF (16 août 2023)) considère également, cette fois placées dans la division des Tracheophyta (les plantes vasculaires), les classes des Magnoliopsida et des Liliopsida correspondant respectivement aux Dicotylédones et aux Monocotylédones, bien que les Dicotylédones soient paraphylétiques.
Dans la classification de Ruggiero et al. (2015), les plantes à fleurs sont élevées au rang de la super-classe des Angiospermae, contenant la seule classe des Magnoliopsida. Cette classification et définition de Magnoliopsida est suivie par l'ITIS (16 août 2023), le World Register of Marine Species (16 août 2023) et l'IRMNG (16 août 2023).